# Línea 5A (Urbanos de Torrejón de Ardoz)
La línea 5A de la red de autobuses urbanos de Torrejón de Ardoz es una línea circular que bordea la ciudad en el sentido contrario al de las agujas del reloj. El sentido contrario lo proporciona la línea 5B.

## Características
Fue puesta en servicio el 15 de noviembre de 2018, con el objetivo de descongestionar la línea circular 1A. Establece su cabecera de regulación en el Parque Europa, sin realizar parada junto al Hospital de Torrejón.
La línea circula exclusivamente por el término municipal de Torrejón de Ardoz. Como bien se expresa en la numeración interna del CRTM, recibe el número 5A148. El primer dígito corresponde a la línea, en este caso la línea 5A. Y los últimos tres dígitos corresponden al municipio por el que circula, en este caso 148 corresponde al municipio de Torrejón de Ardoz.
La línea mantiene los mismos horarios todo el año (exceptuando las vísperas de festivo y festivos de Navidad).
Está operada por la empresa ALSA mediante la concesión administrativa VCM-202 - Madrid - Torrejón de Ardoz - Alcalá de Henares - Meco (Viajeros Comunidad de Madrid) del Consorcio Regional de Transportes de Madrid.

## Horarios
| Lunes a viernes laborables lectivos           |    |          |       |          |          |       |          |          |       |          |          |       |          |          |       |          |       |
| L5A Circular: Parque Europa > Plaza de España |    |          |       |          |          |       |          |          |       |          |          |       |          |          |       |          |       |
| 07                                            | 08 | 09       | 10    | 11       | 12       | 13    | 14       | 15       | 16    | 17       | 18       | 19    | 20       | 21       | 22    | 23       | 00    |
| 00 15 35 50                                   | 10 | 00 45    | 30    | 15       | 00 45    | 30    | 15       | 00 45    | 30    | 15       | 00 45    | 30    | 15       | 00 45    | 30    |          |       |
| Lunes a viernes laborables no lectivos        |    |          |       |          |          |       |          |          |       |          |          |       |          |          |       |          |       |
| L5A Circular: Parque Europa > Plaza de España |    |          |       |          |          |       |          |          |       |          |          |       |          |          |       |          |       |
| 07                                            | 08 | 09       | 10    | 11       | 12       | 13    | 14       | 15       | 16    | 17       | 18       | 19    | 20       | 21       | 22    | 23       | 00    |
|                                               |    | 00 45    | 30    | 15       | 00 45    | 30    | 15       | 00 45    | 30    | 15       | 00 45    | 30    | 15       | 00 45    | 30    | 15       | 00    |
| Sábados laborables, domingos y festivos       |    |          |       |          |          |       |          |          |       |          |          |       |          |          |       |          |       |
| L5A Circular: Parque Europa > Plaza de España |    |          |       |          |          |       |          |          |       |          |          |       |          |          |       |          |       |
| 07                                            | 08 | 09       | 10    | 11       | 12       | 13    | 14       | 15       | 16    | 17       | 18       | 19    | 20       | 21       | 22    | 23       | 00    |
|                                               |    | 00 30 45 | 15 30 | 00 15 45 | 00 30 45 | 15 30 | 00 15 45 | 00 30 45 | 15 30 | 00 15 45 | 00 30 45 | 15 30 | 00 15 45 | 00 30 45 | 15 30 | 00 15 45 | 00 30 |

Paso por la Plaza de España aproximadamente 30 minutos después de su salida del Parque Europa. Duración del recorrido circular completo aproximadamente 45 minutos.

## Recorrido y paradas
| Código                                                                                           | Zona | Localidad         | Denominación                                               | Ubicación                       | Líneas de la parada                            | Cercanías         |
| ------------------------------------------------------------------------------------------------ | ---- | ----------------- | ---------------------------------------------------------- | ------------------------------- | ---------------------------------------------- | ----------------- |
| 20488                                                                                            |      | Torrejón de Ardoz | Calle Álamo - Parque Europa                                | Calle Álamo S/Nº                | 5A                                             |                   |
| 07429                                                                                            |      | Torrejón de Ardoz | Calle Brújula - Centro de salud                            | Calle Brújula Nº1               | 224A 1A 3 5A                                   |                   |
| 06931                                                                                            |      | Torrejón de Ardoz | Calle de la Circunvalación - Calle del Hierro              | Calle de la Circunvalación Nº20 | 224A 1A 5A                                     |                   |
| 06936                                                                                            |      | Torrejón de Ardoz | Calle de la Circunvalación - Calle del Cedro               | Calle de la Circunvalación Nº60 | 224A 1A 5A                                     |                   |
| 06937                                                                                            |      | Torrejón de Ardoz | Calle de la Circunvalación - Calle de la Solana            | Calle de la Circunvalación Nº74 | 224A 1A 5A                                     |                   |
| 09562                                                                                            |      | Torrejón de Ardoz | Calle Juncal - Avenida de la Constitución                  | Calle Juncal Nº4                | 1A 5A                                          |                   |
| 09560                                                                                            |      | Torrejón de Ardoz | Calle Juncal - Instituto                                   | Calle Juncal Nº14               | 1A 5A                                          |                   |
| 09558                                                                                            |      | Torrejón de Ardoz | Avenida de Madrid - Centro de salud                        | Avenida de Madrid Nº39          | 226 1A 5A                                      |                   |
| 06888                                                                                            |      | Torrejón de Ardoz | Avenida de Madrid - Calle de Budapest                      | Avenida de Madrid Nº33          | 226 1A 5A                                      |                   |
| 06891                                                                                            |      | Torrejón de Ardoz | Avenida de Madrid - Calle de Milán                         | Avenida de Madrid Nº21          | 226 1A 5A                                      |                   |
| 06893                                                                                            |      | Torrejón de Ardoz | Avenida de Madrid - Parque Las Veredillas                  | Avenida de Madrid S/Nº          | 1A 5A                                          |                   |
| 06894                                                                                            |      | Torrejón de Ardoz | Avenida de Madrid - Calle de Turín                         | Avenida de Madrid Nº2           | 226 1A 5A                                      |                   |
| 06895                                                                                            |      | Torrejón de Ardoz | Calle de Turín - Calle Veredilla                           | Calle de Turín Nº1              | 1A 5A                                          |                   |
| 06897                                                                                            |      | Torrejón de Ardoz | Calle Veredilla - Avenida de la Virgen de Loreto           | Calle Veredilla Nº1             | 1A 5A                                          |                   |
| 06899                                                                                            |      | Torrejón de Ardoz | Calle de Madrid - Calle Girasol                            | Calle de Madrid Nº11            | 1A 5A                                          |                   |
| 06901                                                                                            |      | Torrejón de Ardoz | Calle de Madrid - Colegio                                  | Calle de Madrid Nº3             | 226 1A 5A                                      |                   |
| 06904                                                                                            |      | Torrejón de Ardoz | Avenida de las Fronteras - Calle de Madrid                 | Avenida de las Fronteras Nº17A  | 215 224A 251 252 824 VAC-2431A 4 5A            |                   |
| 11504                                                                                            |      | Torrejón de Ardoz | Avenida de las Fronteras - Centro de salud                 | Avenida de las Fronteras Nº7    | VAC-2431A 4 5A                                 |                   |
| 10892                                                                                            |      | Torrejón de Ardoz | Avenida de la Constitución - Avenida de las Fronteras      | Avenida de la Constitución Nº26 | 215 220 223 224 251 340 824 N202 1A 2 3 4 5A   |                   |
| La hora de paso por esta parada es aproximadamente 30 minutos después de salir del Parque Europa |      |                   |                                                            |                                 |                                                |                   |
| 15082                                                                                            |      | Torrejón de Ardoz | Avenida de la Constitución - Estación de Torrejón de Ardoz | Avenida de la Constitución Nº13 | 15082 A 223 224 340 824 N202 2 3 15082 B 1A 5A | Torrejón de Ardoz |
| 06913                                                                                            |      | Torrejón de Ardoz | Avenida de la Constitución - Calle Cantalarrana            | Avenida de la Constitución Nº76 | 1A 2 3 5A                                      |                   |
| 06915                                                                                            |      | Torrejón de Ardoz | Calle del Río - Calle Canillas                             | Calle del Río Nº10              | 1A 2 3 5A                                      |                   |
| 10893                                                                                            |      | Torrejón de Ardoz | Calle del Cemento - Delegación de Hacienda                 | Calle del Cemento Nº2           | 1A 2 3 5A                                      |                   |
| 06919                                                                                            |      | Torrejón de Ardoz | Calle del Oxígeno - Calle del Mármol                       | Calle del Oxígeno Nº6           | 1A 2 3 5A                                      |                   |
| 06921                                                                                            |      | Torrejón de Ardoz | Calle Hilados - Centro Cultural                            | Calle Hilados S/Nº              | 1A 2 3 5A                                      |                   |
| 06922                                                                                            |      | Torrejón de Ardoz | Calle Hilados - Parque Cataluña                            | Calle Hilados Nº8               | 1A 2 3 5A                                      |                   |
| 12941                                                                                            |      | Torrejón de Ardoz | Calle Hilados - Comisaría                                  | Calle Hilados S/Nº              | 2 5A                                           |                   |
| 20488                                                                                            |      | Torrejón de Ardoz | Calle Álamo - Parque Europa                                | Calle Álamo S/Nº                | 5A                                             |                   |